# Norceca Final Six 2023 (damer)
NORCECA Final Six  2023 utspelade sig mellan 20 och 26 augusti 2023 i Santo Domingo, Dominikanska republiken. Det var den tredje upplagan av tävlingen och sex landslag från NORCECA:s medlemsförbund deltog. USA vann turneringen genom att besegra Dominikanska republiken.. Simone Lee utsågs till mest värdefulla spelare, medan Karen Rivera var främsta poängvinnare

## Arenor
|                                                                    |  |  |
|                                                                    |  |  |
| Palacio del Voleibol Stad: Santo Domingo Kapacitet: - Öppnad: 2003 |  |  |

## Regelverk
Tävlingen genomfördes i två omgångar.
- Lagen spelade först ett gruppspel där alla mötte alla.
- De fyra bästa lagen gick vidare till cupspel med semifinaler, final och match om tredjepris. Alla möten avgjordes genom en direkt avgörande match. De två sista lagen i serien spelade om femteplatsen.

På grund av den tropiska stormen Franklins passage avbröts turneringen av säkerhetsskäl. Två matcher planerade till den 22 augusti sköts upp till den 25 augusti, medan alla tre matcherna som var planerade till den 23 augusti sköts upp till morgonen följande dag, vilket resulterade i en sex matcher den 24 augusti..

### Metod för att bestämma tabellplacering
I gruppspelet gällde att om slutresultatet var 3-0, tilldelades det vinnande laget 5 poäng och det förlorande laget 0 poäng, om slutresultatet var 3-1 var istället fördelningen 4 respektive 1 poäng och om slutresultatet var 3-2 var fördelningen 3 respektive två poäng. Denna poängfördelning skiljde sig från de poängfördelning som brukar användas där ett lag som mest kan få tre poäng och poängfördelningen är densamma för segrar med 3-0 och 3-1 i set. Placeringen i gruppen bestämdes av i tur och ordning:
- Antal vunna matcher
- Poäng
- Kvot vunna/förlorade set
- Kvot vunna/förlorade bollpoäng
- Inbördes möte

## Deltagande lag
| Lag                     | Turnering       | Deltog senast                |
| ----------------------- | --------------- | ---------------------------- |
| Kanada                  | Norceca ranking | Dominikanska republiken 2021 |
| Kuba                    | Norceca ranking | Dominikanska republiken 2021 |
| Mexiko                  | Norceca ranking | Dominikanska republiken 2021 |
| Puerto Rico             | Norceca ranking | Dominikanska republiken 2021 |
| Dominikanska republiken | Värdland        | Dominikanska republiken 2021 |
| USA                     | Norceca ranking | Dominikanska republiken 2021 |

## Turneringen

### Resultat
| 20 augusti 2023 Palacio del Voleibol, Santo Domingo Speltid: 1:33 - Åskådare: 1 000 | Kuba                    | 3 - 0 | Puerto Rico             | 25-21, 25-14, 25-18               |
| 20 augusti 2023 Palacio del Voleibol, Santo Domingo Speltid: ? - Åskådare: ?        | USA                     | 3 - 0 | Kanada                  | 25-16, 25-11, 25-15               |
| 20 augusti 2023 Palacio del Voleibol, Santo Domingo Speltid: 1:12 - Åskådare: 2 000 | Dominikanska republiken | 3 - 0 | Mexiko                  | 25-14, 25-18, 25-11               |
| 21 augusti 2023 Palacio del Voleibol, Santo Domingo Speltid: 1:53 - Åskådare: ?     | Mexiko                  | 3 - 1 | Kanada                  | 25-22, 25-20, 17-25, 25-18        |
| 21 augusti 2023 Palacio del Voleibol, Santo Domingo Speltid: 1:07 - Åskådare: 500   | USA                     | 3 - 0 | Puerto Rico             | 25-12, 25-15, 25-7                |
| 21 augusti 2023 Palacio del Voleibol, Santo Domingo Speltid: 1:59 - Åskådare: 1 000 | Kuba                    | 2 - 3 | Dominikanska republiken | 14-25, 25-21, 16-25, 25-22, 10-15 |
| 22 augusti 2023 Palacio del Voleibol, Santo Domingo Speltid: 1:10 - Åskådare: ?     | USA                     | 3 - 0 | Mexiko                  | 25-21, 25-9, 25-13                |
| 24 augusti 2023 Palacio del Voleibol, Santo Domingo Speltid: 1:11 - Åskådare: ?     | Mexiko                  | 3 - 0 | Puerto Rico             | 25-12, 25-15, 25-11               |
| 24 augusti 2023 Palacio del Voleibol, Santo Domingo Speltid: 1:21 - Åskådare: ?     | USA                     | 3 - 0 | Kuba                    | 25-20, 25-15, 25-19               |
| 24 augusti 2023 Palacio del Voleibol, Santo Domingo Speltid: 1:27 - Åskådare: 200   | Dominikanska republiken | 3 - 0 | Kanada                  | 25-23, 25-16, 25-19               |
| 24 augusti 2023 Palacio del Voleibol, Santo Domingo Speltid: 1:55 - Åskådare: ?     | Mexiko                  | 1 - 3 | Kuba                    | 25-22, 25-27, 15-25, 21-25        |
| 24 augusti 2023 Palacio del Voleibol, Santo Domingo Speltid: 1:21 - Åskådare: 650   | Puerto Rico             | 0 - 3 | Kanada                  | 20-25, 15-25, 19-25               |
| 24 augusti 2023 Palacio del Voleibol, Santo Domingo Speltid: 2:05 - Åskådare: 1 500 | Dominikanska republiken | 2 - 3 | USA                     | 21-25, 25-19, 27-25, 14-25, 5-15  |
| 25 augusti 2023 Palacio del Voleibol, Santo Domingo Speltid: 2:13 - Åskådare: ?     | Kanada                  | 3 - 2 | Kuba                    | 21-25, 23-25, 25-18, 25-18, 15-13 |
| 25 augusti 2023 Palacio del Voleibol, Santo Domingo Speltid: 1:05 - Åskådare: ?     | Dominikanska republiken | 3 - 0 | Puerto Rico             | 25-6, 25-8, 25-11                 |

### Sluttabell
| Pos. | Lag                     | Pt | G | V | P | VS | FS | Kvot  | VP  | FP  | Kvot  |
| ---- | ----------------------- | -- | - | - | - | -- | -- | ----- | --- | --- | ----- |
| 1.   | USA                     | 23 | 5 | 5 | 0 | 15 | 2  | 7,500 | 409 | 265 | 1,543 |
| 2.   | Dominikanska republiken | 20 | 5 | 4 | 1 | 14 | 5  | 2,800 | 425 | 324 | 1,311 |
| 3.   | Kuba                    | 13 | 5 | 2 | 3 | 10 | 10 | 1,000 | 417 | 431 | 0,967 |
| 4.   | Mexiko                  | 10 | 5 | 2 | 3 | 7  | 10 | 0,700 | 339 | 372 | 0,911 |
| 5.   | Kanada                  | 9  | 5 | 2 | 3 | 7  | 11 | 0,636 | 368 | 395 | 0,931 |
| 6.   | Puerto Rico             | 0  | 5 | 0 | 5 | 0  | 15 | 0,000 | 204 | 375 | 0,544 |

      Kvalificerat för slutspel
      Vidare till spel om femteplats

### Slutspelsrundan

#### Spelschema
|  | Semifinaler | Semifinaler             | Semifinaler |                         |   | Final               | Final               | Final               |  |
|  |             |                         |             |                         |   |                     |                     |                     |  |
|  | 1           | USA                     | 3           |                         |   |                     |                     |                     |  |
|  | 1           | USA                     | 3           |                         |   |                     |                     |                     |  |
|  | 4           | Mexiko                  | 0           |                         |   |                     |                     |                     |  |
|  | 4           | Mexiko                  | 0           |                         | 1 | USA                 | 3                   |                     |  |
|  |             |                         |             |                         | 1 | USA                 | 3                   |                     |  |
|  |             |                         | 2           | Dominikanska republiken | 1 |                     |                     |                     |  |
|  | 2           | Dominikanska republiken | 2           | Dominikanska republiken | 1 | 3                   |                     |                     |  |
|  | 2           | Dominikanska republiken |             |                         |   | 3                   |                     |                     |  |
|  | 3           | Kuba                    | 0           |                         |   | Match om tredjepris | Match om tredjepris | Match om tredjepris |  |
|  | 3           | Kuba                    | 0           |                         |   |                     |                     |                     |  |
|  |             |                         |             |                         |   |                     |                     |                     |  |
|  |             |                         |             |                         |   | 3                   | Kuba                | 3                   |  |
|  |             |                         |             |                         |   | 3                   | Kuba                | 3                   |  |
|  |             |                         |             |                         |   | 4                   | Mexiko              | 1                   |  |

##### Semifinaler
| 25 augusti 2023 Palacio del Voleibol, Santo Domingo Speltid: 1:25 - Åskådare: ? | Dominikanska republiken | 3 - 0 | Kuba   | 25-14, 25-21, 25-19 |
| 25 augusti 2023 Palacio del Voleibol, Santo Domingo Speltid: 1:06 - Åskådare: ? | Puerto Rico             | 3 - 0 | Kanada | 25-11, 25-10, 25-15 |

#### Match om femteplats
| 26 augusti 2023 Palacio del Voleibol, Santo Domingo Speltid: 1:11 - Åskådare: ? | Kanada | 3 - 0 | Puerto Rico | 25-12, 25-12, 25-13 |

##### Match om tredjepris
| 26 augusti 2023 Palacio del Voleibol, Santo Domingo Speltid: 1:55 - Åskådare: 4 000 | Mexiko | 1 - 3 | Kuba | 25-22, 17-25, 17-25, 18-25 |

##### Final
| 26 augusti 2023 Palacio del Voleibol, Santo Domingo Speltid: 2:10 - Åskådare: 6 000 | USA | 3 - 1 | Dominikanska republiken | 24-26, 25-18, 25-20, 25-21 |

## Slutplaceringar
| Pos. | Lag                     |
| ---- | ----------------------- |
|      | USA                     |
|      | Dominikanska republiken |
|      | Kuba                    |
| 4.   | Mexiko                  |
| 5.   | Kanada                  |
| 6.   | Puerto Rico             |

## Individuella utmärkelser
| Utmärkelse              | Namn               | Lag                     |
| ----------------------- | ------------------ | ----------------------- |
| Mest värdefulla spelare | Simone Lee         | USA                     |
| Bästa poängvinnare      | Karen Rivera       | Mexiko                  |
| Bästa servare           | Jasmine Rivest     | Kanada                  |
| Bästa försvarare        | Joseline Landeros  | Mexiko                  |
| Bästa mottagare         | Ellemay Miranda    | Kuba                    |
| Bästa passare           | María Vela         | Mexiko                  |
| Bästa högerspiker       | Gaila González     | Dominikanska republiken |
| Bästa vänsterspiker     | Simone Lee         | USA                     |
| Bästa vänsterspiker     | Ivy Vila           | Kuba                    |
| Bästa center            | Laura Suárez       | Kuba                    |
| Bästa center            | Geraldine González | Dominikanska republiken |
| Bästa libero            | Ellemay Miranda    | Kuba                    |